# Hageven
Het Hageven is een natuurgebied in het noorden van de Belgische provincie Limburg.
Samen met het aangrenzende gebied De Plateaux in de Nederlandse provincie Noord-Brabant is dit het internationale natuurgebied Plateaux-Hageven, deel van Natuurgrenspark De Groote Heide .
Het Hageven ligt in de gemeenten Neerpelt, bij het dorp Grote Heide, en Lommel, bij het dorp Kolonie.
Het gebied van 350 hectare omvat (inlandse) duinen (rivierduinen) met droge en natte heide, vennen en rietland.
Het gebied wordt beheerd door de Vlaamse natuurbeschermingsvereniging Natuurpunt. Bij Grote Heide bevindt zich in het dal van de Dommel het Bezoekerscentrum De Wulp van Natuurpunt. De heiden worden begraasd door Galloway-runderen.

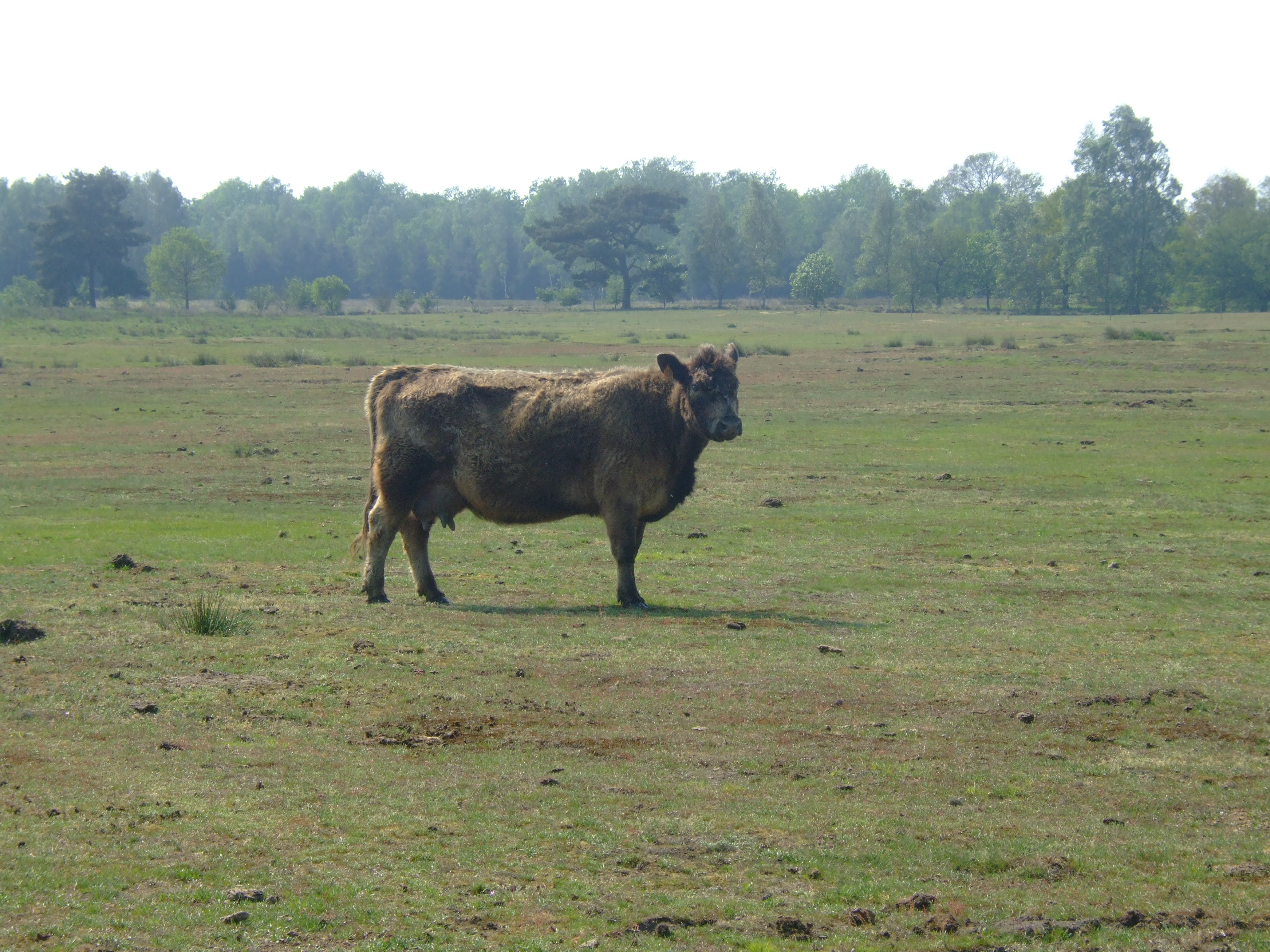